# سد کخون (هندوراس)
سد کخون (به اسپانیایی: Central hidroeléctrica Francisco Morazán) یک سد در هندوراس است که در استان کورتس واقع شده‌است.